# Lucky Starr and the Pirates of the Asteroids
Lucky Starr and The Pirates of The Asteroides (No Brasil: Vigilante das Estrelas) é o segundo livro da série infanto-juvenil de seis livros Lucky Starr, de Isaac Asimov, publicado originariamente sob o pseudônimo de Paul French. O livro foi primeiramente publicado por Doubleday & Company em novembro de 1953.

## Resumo do enredo
Um ano se passou desde os eventos ocorridos em "As Cavernas de Marte". Durante esse período a espaçonave TSS Waltham Zachary é tomada e estripada por piratas baseados no Cinturão de Asteróides, e David Starr bola um plano pelo qual a nave de pesquisa não tripulada, Atlas, quando capturada pelos piratas e levada para seu esconderijo, explodirá. Starr nutre uma antipatia pessoal pelos piratas, por causa do assassinato de seus pais, e irá escondido dentro da Atlas por vingança.
Após ser capturado, Starr conta ao líder dos piratas, Capitão Anton, que seu nome é "Williams" (seu nome falso no livro As Cavernas de Marte), e se oferece para se juntar aos piratas, quando então Anton faz com que Starr duele no espaço aberto, para provar que é digno. Starr vence o duelo, mas se mantém prisioneiro abordo do Atlas, que é levado para um asteroide anônimo.
O asteroide é o lar de um ermitão chamado Joseph Patrick Hansen, e os piratas deixam Starr aos cuidados de Hansen. Ele diz a Starr que comprou o asteroide como um lugar para férias, e com o tempo foi deixando-o mais confortável, mas agora depende dos piratas para obter suprimentos, e mais tarde reconhece o suposto "Williams" como o filho de Lawrence Starr. Starr admite sua identidade verdadeira e Hansen convence Starr a pilotar o asteroide até Ceres.
Em Ceres, Starr planeja mandar seu amigo Bigman para se infiltrar no bando dos piratas, mas se dá conta que o asteroide de Hansen não está no lugar onde deveria. Starr e Bigman usam sua própria nave "Shooting Starr", em busca do asteroide, eventualmente aterrisando na superfície do mesmo, onde Starr é capturado por Dingo, o pirate que ele derrotou no duelo espacial. Dingo leva Starr para dentro do asteroide, revelando um motor hiper-atômico usado para mover o asteroide. Eles lutam e a luta termina quando Starr é acertado por um chicote neurônico e perde a consciência.
Starr acorda e se acha dentro de um traje espacial na superfície do asteroide; quando então Dingo prende ele a uma catapulta e lança Starr ao espaço. Ele usa o oxigênio reserva para reverter seu curso e retornar ao asteroide, onde ele e Bigman derrotam alguns dos piratas. Enquanto deixam o asteroide dos piratas, eles descobrem que a frota pirata está atacando Ceres.
Voltando a Ceres, Starr se dá conta que o real objetivo dos piratas era capturar Hansen, o que eles conseguem, e fica sabendo que a nave do Capitão Anton está levando Hansen para uma base secreta Síria em Ganímedes, de onde os Sírios pretendem atacar a Terra euquanto a frota da Terra está ocupada lutando contra os piratas no Cinturão de Asteroides. Embora Anton tenha saído 12 horas à frente de Starr, ele ultrapassa Anton até Ganímedes usando a nave Shooting Starr para passar perto do Sol, usando a máscara do "Space Ranger" para evitar o calor e a radiação.
Quando Anton chega até Ganímedes, Starr ameaça se chocar contra a sua nave e acelera em direção a ela, e o tempo todo falando com Anton. Quando as naves estão 16 quilômetros de distância uma da outra, Hansen mata Anton e ordena a tripulação a se render à Starr.
Quando a frota Terrestre chega para assumir a custódia da nave pirata, Starr convence o Almirante Comandante a se concentrar no asteroide dos piratas e deixar os Sírios na base de Ganímedes em paz, revelando que Hansen é o líder do asteroide dos piratas. Então é revelado que enquanto Starr estava interceptando a nave de Anton, o Conselho de Ciência, sob as ordens de Starr, captura a base e alcança os meios para terminar a pirataria no asteroide. Hansen, revelado agora como o assassino dos pais de Starr, é coagido a fazer os Sírios deixarem Ganímedes, e é mandado para o cárcere em Mercúrio.

## Recepção
Escrevendo para o The New York Times, Sidney Lohman elogiou o Vigilante das Estrelas como "uma ficção científica para todas as idades." O crítico Groff Conklin descreveu o livro como "quase inteiramente concebido em uma direta técnica de aventura mirabolante, que é o padrão clássico para estórias de aventura para adolescentes. Impressionado, o crítico P. Schuyler Miller descreveu o livro como "uma space opera de movimento rápido que todos nós conhecemos, sem ligar em particular para a plausibilidade científica."

## Temas
Vigilante das Estrelas é um livro transitório da série. O livro introduz os Sírios como a principal ameaça à Terra, e marca a transformação de Starr de seu papel de combatente do crime mascarado para o papel de agente secreto da guerra fria, até o resto da série. O livro também contém as primeiras dicas de uma Terra super populosa enfrentando a hostilidade de mundos mais novos na galáxia. No capítulo 6:
A comida era boa, mas estranha. Era um material baseado em fermentação, do qual somente o Império Terrestre poderia produzir. Em nenhum lugar da galáxia a pressão sobre a super população era tão grande, os bilhões de pessoas numerosas, que a cultura de fermento desenvolveu.
Essa foi a semente do cenário que Asimov iria criar para seu próximo livro, Caça aos Robôs (1954), um cenário que também ficaria evidente nos próximos livros da série.
Tão logo As Cavernas de Marte viram de cabeça para baixo o padrão do cenário de "cientista maluco" criando um vilão neurótico e infeliz ao invés de um louco por poder megalomaníaco, Vigilante das Estrelas vira de cabeça para baixo o cenário padrão de vingança. Ao invés de perder tempo tentando achar o assassino de seus pais, Starr passa quase todo o tempo do lado desse homem, completamente consciente de sua identidade e fingindo ignorância com o intuito de alcançar seu objetivo maior, de acabar com a ameça pirata. Ao invés de um confronto anticlimático que terminaria com a morte de Hansen, Starr pacientemente explica-lhe que seu plano para ajudar os Sírios à conquistar a Terra, fracassou, e acaba persuadindo Hansen a fazer com que os Sírios deixem o Sistema Solar.